# Sandro Visca
Sandro Visca (L'Aquila, 19 settembre 1944) è un artista e docente italiano.

## Biografia
Sandro Visca è un artista italiano noto per la sua opera poliedrica e innovativa nel panorama dell'arte contemporanea ed esponente di spicco della Fiber art in Italia. Dopo aver completato gli studi artistici nella sua città natale, L'Aquila, nel 1961 viene scelto dal suo insegnante Giuseppe Desiato, uno dei più autorevoli esponenti della Body Art in Europa, per formare il "Gruppo 5" (Giuseppe Desiato, Sandro Visca, Peppe Pappa, Marcello Mariani, Ennio Di Vincenzo) Questo collettivo artistico mirava a introdurre nuove proposte nella statica realtà artistica aquilana, segnando una rottura con le tradizioni esistenti.
Nel 1962, a soli 18 anni, Visca è selezionato per la Biennale Nazionale del Disegno Premio Recoaro Terme, esponendo accanto a figure di spicco come Valerio Adami, Felice Casorati, Giuseppe Capogrossi, Renato Guttuso e Giorgio Morandi. Trasferitosi a Roma nel 1963, si immerge nel vivace clima culturale della capitale, approfondendo la sua ricerca artistica e sviluppando un linguaggio personale e autonomo. Durante il periodo romano, la sua produzione è intensa, così come la sua attività espositiva.
Nel 1968, dopo un significativo successo ottenuto a Milano, si stabilisce per scelta a Pescara dove gli viene conferita la cattedra di discipline pittoriche nella Sezione Accademia del Liceo Artistico Statale "G. Misticoni", ruolo che ricoprirà fino al 2003. Durante questi anni, Visca influenza profondamente i suoi studenti, tra cui il noto fumettista e illustratore Andrea Pazienza, contribuendo con modernità alla formazione di una nuova generazione.

## Carriera artistica e collaborazioni
Dal 1969 al 1972 Visca collabora con il Teatro Stabile dell'Aquila e realizza, come unico pittore-scenografo, le scene progettate da Alberto Burri per "L'Avventura d'un Povero Cristiano" di Ignazio Silone, per la regia di Valerio Zurlini. Tre enormi fondali di dieci metri per sette, un sacco, un rosso plastica e una combustione costituiscono le scenografie del dramma, rappresentato in prima nazionale a San Miniato al Tedesco. Questa collaborazione segna l'inizio di una significativa amicizia con Burri, che durerà nel tempo attraverso incontri frequenti e passioni condivise, come le battute di caccia sulle montagne d'Abruzzo e le colline umbre.
Nel 1975 realizza "Un cuore rosso sul Gran Sasso", un film d'arte girato in pellicola a 16 millimetri. L'opera, una performance collettiva e segnica, è ambientata tra le antiche comunità rurali e lo scenario incontaminato dei monti del Gran Sasso. Il film, corredato da un volume serigrafico e da un libro d'arte presentato da Diego Carpitella, rimane incompiuto fino al 2011, anno in cui viene completato in edizione digitale e proiettato a Santo Stefano di Sessanio come Evento Speciale del Padiglione Italia della 54ª Biennale di Venezia.
A partire dal 1978, dopo viaggi compiuti in vari paesi dell'America Latina, Visca riflette sulle responsabilità socio economiche e socio politiche dell'Occidente rispetto allo straordinario continente latino e da ciò scaturisce l’imperativo filosofico sulla importanza di praticare un’arte al di fuori di ogni condizionamento di mercato e di mode. La sua opera, realizzata in oltre sessant'anni di attività, costituisce un corpus di notevole consistenza caratterizzato da una coerenza stilistica e dall’uso innovativo di materiali polimaterici, soprattutto tessili. Le sue creazioni spaziano dagli emblematici arazzi cuciti alle sculture composite, come ai "Teatrini", fino alle monumentali installazioni ambientali.
Inserito in un contesto di importanti esponenti dell'arte contemporanea, Visca ha partecipato a numerose mostre collettive di rilievo nazionale e internazionale, tra cui l’Espo mondiale di Siviglia e la XV Triennale Internazionale di Milano del 1973, dove espone una composizione polimaterica di sei metri titolata "Paesaggio".
Per la Biennale di Venezia del 1976, collabora con Gino Marotta alla ricostruzione dell'opera "Ambiente Spaziale a luce nera" di Lucio Fontana.
Parallelamente alla sua attività artistica, Visca ha coltivato la passione per la fotografia, praticata in modo amatoriale ma con un occhio attento e sensibile. Nel 2015 pubblica il volume "Donde se amarra el sol" nato dal diario e dalle fotografie di un suo viaggio in Perù, un luogo da lui considerato come un "poliedrico monumento al mondo". In questo racconto, scrittura e immagini si fondono per rappresentare paesaggi naturali, antropici e artistici di grande fascino, offrendo una riflessione profonda sul rapporto sociale tra uomo e natura.
Nel 2019, è invitato da Bruno Corà alla mostra "Obiettivi su Burri - Fotografi e foto ritratti di Alberto Burri dal 1954 al 1993" agli Ex Seccatoi del Tabacco a Città di Castello. Nell'ambito di questa esposizione, Visca partecipa anche come relatore alla giornata di studio "Fotografia: opera e/o documento?", contribuendo al dibattito sul ruolo della fotografia nell'arte contemporanea.

## Archivio d'Artista Sandro Visca
L'Archivio d'Artista Sandro Visca è un archivio permanente situato presso il CLAP Museum di Pescara, dedicato alla carriera di Sandro Visca. L'archivio è stato istituito grazie alla donazione dell'intero patrimonio artistico dell'artista alla Fondazione Pescarabruzzo, che ha reso possibile l'allestimento di uno spazio unico nel panorama italiano contemporaneo, aperto al pubblico. L'Archivio si inserisce nella rete museale e dei centri studi promossi dalla Fondazione Pescarabruzzo.
L'archivio conserva alcune delle opere più rappresentative di Sandro Visca, come Un Cuore Rosso sul Gran Sasso, una performance artistica che esprime l'impegno dell'artista verso il territorio abruzzese; I Teatrini, scenari in miniatura che combinano elementi di favola e leggenda; Le Pupazze, figure simboliche che esplorano l'interazione tra uomo e ambiente; e Gli Arazzi Cuciti, opere che uniscono tradizione e innovazione artistica.
La struttura è organizzata in sei aree tematiche, ciascuna delle quali è dedicata a un aspetto diverso della produzione artistica di Sandro Visca, tra cui quadri, una selezione di dipinti che illustrano l'evoluzione stilistica dell'artista; sculture, opere tridimensionali che esplorano la materia in diverse forme; Arazzi, disegni e tessuti artistici che rivelano le idee più intime dell'artista.
L'archivio utilizza espositori originali e tecnologie avanzate, inclusi monitor, schermi, proiettori e touch screen, per offrire un'esperienza interattiva. L'intero archivio è stato digitalizzato ed è accessibile su diversi supporti. L'Archivio ospita anche una raccolta bio-bibliografica di documenti, materiali digitali e una biblioteca storico-artistica specializzata nell'arte contemporanea.

## Mostre personali
- 1964, Grand Hotel et du Parc, L’Aquila. Sandro Visca, Crocifissioni, a cura di Emidio Di Carlo.
- 1970, Galleria Arte d’Oggi, Pescara. Visca, testo critico di Nicola Ciarletta.
- 1970, Galleria Il Pozzo, Città di Castello. Visca, testo critico di Lamberto Giancarli.
- 1971, Centro d’Arte Santelmo, Salò. Sandro Visca, testo critico di Benito Sablone.
- 1971, Museo Civico, Penne. Visca, testo critico di Aleardo Rubini.
- 1973, Galleria Pace, Milano. Sandro Visca, Il metalinguaggio magico di Visca – Il viaggio attraverso l’alchimia dell’uomo interno, a cura di Lucio Fraccacreta.
- 1973, Galleria Pacedue, Torino. Sandro Visca, Il metalinguaggio magico di Visca – Il viaggio attraverso l’alchimia dell’uomo interno, testo critico di Lucio Fraccacreta.
- 1974, Scalco delle Tre Marie – Palazzo Iacopo Notarnanni, L’Aquila. Testo critico di Gino Marotta.
- 1974, Laboratorio Comune d’Arte Convergenze, Pescara. Catalogo oggetto.
- 1976, Galleria L’Oca, Roma. Sandro Visca, Ligamenti d’Amore.
- 1976, Studio L’Uovo, L’Aquila. Sandro Visca, Giochi di Fate.
- 1980, Centri di Servizi Culturali della Regione Abruzzo, Pescara. Visca, Un cuore rosso sul Gran Sasso, testo critico di Diego Carpitella.
- 1985, Galleria Questarte, Pescara. Sandro Visca, Fuochi d’Amore, testo critico di Enrico Crispolti.
- 1986, San Paolo del Brasile. Sandro Visca, Un coracao vermelho no Gran Sasso.
- 1986, Forte Spagnolo, L’Aquila. Sandro Visca, Cuciti, testi critici di Enrico Crispolti e Tito Spini.
- 1987, Gallerie du Pommier, Neuchatel (Svizzera). Sandro Visca, Arazzi cuciti.
- 1991, Casa Editrice L’Acacia, L’Aquila. Sandro Visca, I giardini dell’amore, testo critico di Fernando Tempesti.
- 1991, Galleria Experientia Art&, Teramo. Sandro Visca, Paesaggi di fate, testo critico di Nerio Rosa.
- 1992, Studio Spica Desing, Roma, Sandro Visca, Paesaggi di fate.
- 1995, Brioni Roman Style, New York 52°strada. Sandro Visca, Cartoni cuciti.
- 1995, Ex Gaslini, Pescara. Sandro Visca, Il grande Firmamento (ambientazione), testo critico di Daniele Cavicchia.
- 1995, Palazzo Ducale – Sala del Diritto Comune, Università degli studi di Camerino. Sandro Visca 1974-1994, testi critici di Lucio Fraccacreta, Enrico Crispolti, Tito Spini, Ruggero Pierantoni.
- 1996, Museo Sperimentale d’Arte Contemporanea, L'Aquila. Sandro Visca, Vessilli d’Amore, (mostra antologica), testi critici di Nicola Ciarletta, Benito Sablone, Lucio Fraccacreta, Gino Marotta, Diego Carpitella, Enrico Crispolti, Tito Spini, Ruggero Pierantoni.
- 2000, Museo d’Arte Moderna Palazzo Ricci, Macerata. Visca, In itinere, testo critico di Paola Ballesi.
- 2000, Chiesa del Suffragio, Corinaldo. Visca, In itinere, a cura di Margherita Abbo, testo critico di Ruggero Pierantoni.
- 2000, Forte Spagnolo, L’Aquila. Visca, In itinere, a cura di Luciano Fabiani.
- 2001, Centro Culturale Officina, Lucca. Visca, In itinere, a cura di Emy Petrini.
- 2003, Sala Consiliare del Comune di Ofena, Visca, Teatrini, a cura di Antonello Rubini.
- 2006, Casa delle letterature, Roma. Andrea Pazienza  Visca, a cura di Emanuele Trevi.
- 2008, Museo d’Arte Moderna Vittoria Colonna, Pescara. Visca (mostra antologica), testo critico di Plinio Perilli e una meta-biografia tra racconto e intervista di Antonello Rubini.
- 2011, Santo Stefano di Sessanio (AQ), Opificio sotto gli archi. Evento speciale –  Padiglione Italia – 54. Biennale di Venezia. Sandro Visca, presentazione del film d’arte Un cuore rosso sul Gran Sasso, testi critici di Umberto Palestini, Sandro Visca, Annunziata Taraschi.
- 2011, L’Arca – Laboratorio per le arti contemporanee, Teramo. Sandro Visca, Un cuore rosso sul Gran Sasso e altre visioni, testo critico di Umberto Palestini.
- 2018, Palazzo Vescovile – Museo Diocesano, Lanciano. Sandro Visca, testo critico Licia Caprara.
- 2019, Maison des Arts – Fondazione Pescarabruzzo, Pescara. Visca, Carte Inedite, testo critico di Rita Olivieri.
- 2023, Fondazione La Rocca F.L.R. Pescara. Visca, Inedito, testo critico di Rita Olivieri.
- 2024, Museo Carlo Bilotti, Mostra Temporanea, Roma. Sandro Visca, Fracturae, a cura di Generoso Bruno.

## Sandro Visca nei musei
- Casa museo Remo Brindisi, Lido di spina, Ferrara.
- Museo Istituto d’Arte F.A.Grue, Raccolta d’Arte Ceramica Internazionale, Castelli
- MU.SP.A.C. Museo sperimentale d’Arte Contemporanea, L’Aquila
- Museo e Archivio di artisti abruzzesi contemporanei (collezione permanente), Castello medievale di Nocciano
- Museo Magi, Collezione Generazione Anni Quaranta, Pieve di Cento